# NGC 1939
NGC 1939 ist ein Kugelsternhaufen in der Großen Magellanschen Wolke im Sternbild Mensa. Das Objekt wurde am 24. September 1826 von James Dunlop mit einem 9-Zoll-Reflektor entdeckt.